# Look Cycle
La Look Cycle è un'azienda con sede a Nevers, nel dipartimento francese della Nièvre, riconosciuta principalmente per la produzione di telai di biciclette in carbonio, accessori in carbonio, biciclette montate e pedali automatici.
Look è stata fondata nel 1951 da Jean Beyl.